# Jazzový zpěvák
Jazzový zpěvák (angl. The Jazz Singer) je hudební film režiséra Alana Croslanda z roku 1927 s Alem Jolsonem v hlavní roli. Film byl natočen na základě povídky The Day of Atonement od Samsona Raphaelsone z roku 1922 a následně jeho divadelní hry Jazzový zpěvák z roku 1925. V dějinách kinematografie se jedná o průkopnický snímek, protože se v něm poprvé objevily zvukové dialogy.

## Děj
Chazan Rabinowitz (Warner Oland) žije ve víře, že jeho syn Jackie (Al Jolson) půjde v jeho šlépějích a stane se taktéž chazanem v newyorské synagóze. Jackie má však se svým hlasem jiné plány. Když ho otcův přítel Moisha Yudelson (Otto Lederer) vidí zpívat v místním lokále, neváhá s tou novinkou doběhnout za starým Rabinowitzem. Ten krom zklamání cítí i hněv a žádá třináctiletého Jackieho, aby neplýtval hlasem po hospodách. Jackie se však chce stát zpěvákem a otcův sen odmítá. Starý Rabinowitz ho proto, i přes nářky a slzy matky Sáry (Eugenie Besserer), vyhodí z domu.
O několik let později se z Jackieho Rabinowitze stává Jack Robin a v San Franciscu je oblíbeným zpěvákem. Poznává estrádní tanečnici Mary (May McAvoy), do které se zamiluje. Přidá se k jejímu souboru a spolu cestují napříč Amerikou a vystupují. Jack rodičům léta zasílá dopisy o svých úspěších, čte je však jenom matka. Otec o něm nechce slyšet, dokud nezačne zpívat žalmy pro židovskou komunitu. Jack dostane nabídku zpívat na Broadwayi a po počátečních pochybnostech ji příjme. Když jeho otec slaví šedesáté narozeniny, ukáže se nečekaně doma. Matka je z návratu syna šťastná, obává se však otcovy reakce. Když se vrací domů, najde syna hrát na klavír pro svou matku jazzovou skladbu. Mladý Rabinowitz mu sděluje, že se do synagógy nevrátí. Je opět požádán, aby odešel.
Blíží se svátek Jom kipur a chazan Rabinowitz je příliš nemocný, aby vedl písně, což by bylo v rodinné tradice poprvé za několik desítek let. Sára spolu s rodinným přítelem Moishou žádají Jackieho, aby zazpíval v synagóze. Ten je postaven před obrovské dilema, protože na ten samý čas má stanovenou premiéru muzikálu na Broadwayi. Když ho matka vidí zpívat, uvědomí si, že Jackovo místo je skutečně na jevišti a více už nenaléhá. Po tomto uznání utíká Jack za svým otcem. Když ten uslyší z vedlejší synagógy hlas syna, v pokoji umírá. Premiéra muzikálu je posunuta.
Film končí scénkou, v niž jazzový zpěvák Jack Robin při premiéře zazpívá píseň věnovanou své matce sedící v první řadě.

## Obsazení
| Al Jolson        | Jakie Rabinowitz  |
| May McAvoy       | Mary Dale         |
| Warner Oland     | Chazan Rabinowitz |
| Eugenie Besserer | Sara Rabinowitz   |
| Otto Lederer     | Moisha Yudelson   |
| Richard Tucker   | Harry Lee         |

## Produkce

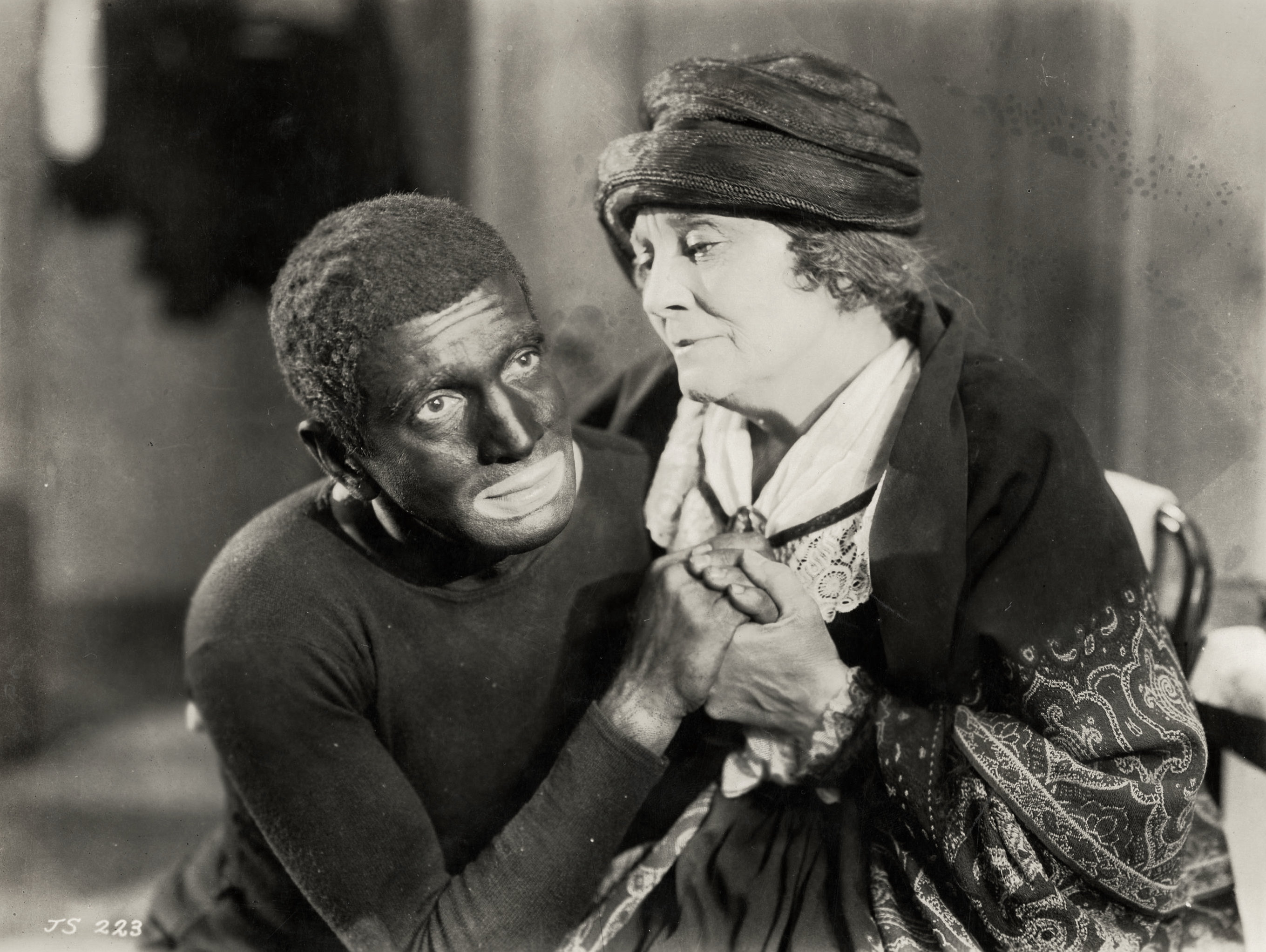
Al Jolson jako Jakie Rabinowitz, Eugenie Bessere jako jeho matka

Produkční studio filmu, Warner Bros., si odneslo prvního speciálního Oscara v historii. Byl mu udělen za průkopnický počin v podobě prvních zvukových stop. Ve filmu Jazzový zpěvák je sice mluvených, či nazpívaných jenom asi dvacet minut, přesto se na svou dobu jedná o průlomový technický úkaz. Jde o první film se zvukovým dialogem.
Premiéra filmu se konala v Tower Theatre v Los Angeles 6. října 1927.

## Zajímavosti
Synchronizovaný zvuk je použit pouze u některých scén. Jedná se převážně o části, ve kterých Al Jolson zpívá. Ten pronáší na plátně i první slova. Jinak je však snímek většinou němý, s mezititulky a orchestrální hudbou.
Sam Warner, jeden z producentů filmu a jeden z majitelů studií Warner Bros., byl přezdíván "otcem zvukového filmu". Zemřel 5. října 1927, pouhý den před uvedením filmu. Snímek je jedním z žebříčku 1001 filmů, které musíte vidět, než umřete, který sestavil Steven Jay Schneider.

## Ocenění

### Oscar

#### Cena
- Speciální Oscar studiu Warner Bros. za produkci průkopnického zvukového filmového díla.[7]
- Nejlepší scénář – Alfred A. Cohn